# Сумароково (Могилёвская область)
Сумаро́ково (бел. Сумарокава) — деревня в составе Княжицкого сельсовета Могилёвского района Могилёвской области Республики Беларусь.

## Географическое положение
Ближайшие населённые пункты: Княжицы, Ильинка.

## История
В 1744 году упоминается как фольварк Сомороков в Оршанском повете ВКЛ.

## Население
- 1999 год — 467 человек
- 2010 год — 522 человека